# Мазо ди Фуори (Болцано)
Мазо ди Фуори је насеље у Италији у округу Болцано, региону Трентино-Јужни Тирол.
Према процени из 2011. у насељу је живело 15 становника. Насеље се налази на надморској висини од 2266 м.